# Světská hudba
Světská hudba je hudba smyslná a praktická, dědička starořímské komediantské hudby, zpívaná v latině či v lidovém jazyce, která se v Evropě rozvíjela od raného středověku souběžně s hudbou duchovní.
Světská hudba ve středověku se skládala z písní o dvorské lásce, písní věnovaných přírodě, politických satir a tanců, které doprovázely nástroje, jako byla viella, loutna, bicí nástroje, přenosné varhany, buben, harfa a dudy, které se zpěvákům snadno přenášely z města do města. Slova hrála ve světské hudbě důležitou roli a byla komponována s ohledem na publikum, které si mohlo skladby zpívat pro zábavu. Moteta například opustila kostely a vstoupila do šlechtických domácností, a právě proto se proti nim postavila církev.
Ve středověku tvořili největší sbírku světské hudby trubadúři, kteří pocházeli z jižní Francie a cestovali po evropských dvorech a psali básně v jazyce d'oc (provensálštině). Skladatelé jako Josquin Desprez psali jak duchovní, tak světskou hudbu. Samotný Desprez složil 86 světských a 119 duchovních skladeb Raimbaut de Vaqueiras. V severní Francii působili také truvéři, kteří používali jazyk D'oil (starofrancouzština), a v Německu, Itálii a Španělsku minnesängři (zpěváci lásky).
Světská hudba napomohla vzniku literatury v době Karla Velikého. Dalším rozšířeným žánrem v Evropě, zejména v Itálii, je frottola, oblíbený žánr psaný v lidovém jazyce s žertovnou nebo milostnou tematikou. Odehrávala se na náměstích, ve vesnicích a na hradech.
Dalším příkladem předního skladatele, který navázal na tradici trouvere, byl Guillaume de Machaut.